# 嘉諾撒書院

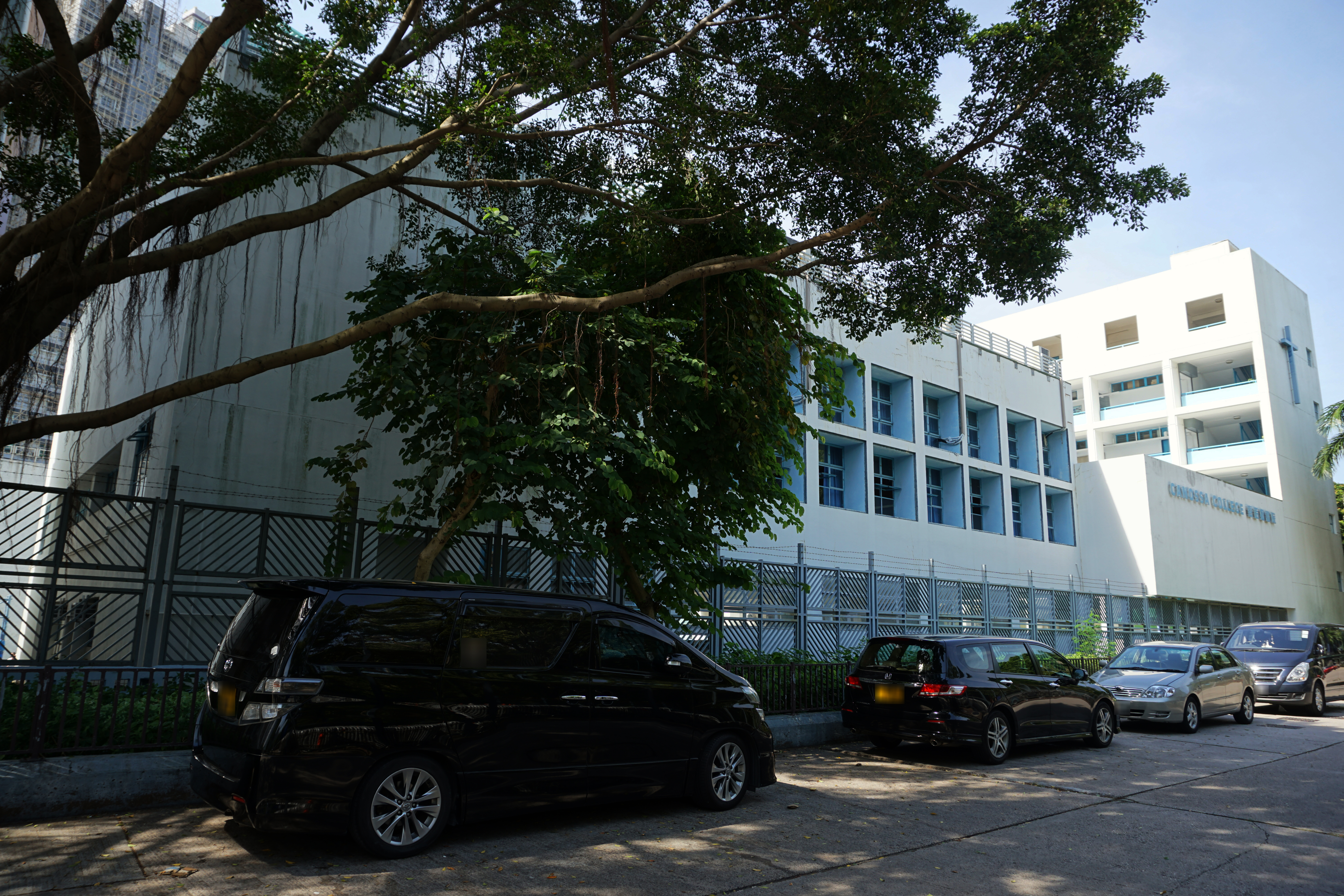
校舍東面

嘉諾撒書院（英語：Canossa College）是由嘉諾撒仁愛女修會所創辦的英文女子中學，現為香港政府津貼學校。嘉諾撒書院於1959年創校，前址位於筲箕灣巴士總站，後來在1984年遷往鰂魚涌海澤街10號。
嘉諾撒書院的學生統稱為「Canossian」，代表顏色為淺藍色及白色。

## 校徽
嘉諾撒書院校徽上四個＂c＂代表校訓中四種精神：謙、恭、仁、愛。中上方之百合花是純潔的象徵，而中間的十字架則體現基督精神。

## 學校設施
- 學校原址本在筲箕灣，原名嘉諾撒修院學校 Canossian Convent Secondary School，並於1984年遷往鰂魚涌現址，能俯瞰維港景色。鄰近鰂魚涌公園、港鐵鰂魚涌站和太古坊。
- 嘉諾撒書院校舍於1984年取得建築設計獎中的最高榮譽。為提供更多學習設施，學校改善工程計劃擴建新翼，並於2004年完成。
- 學校由兩座建築物組成，有25間教室和18間特別室。

## 姊妹學校
- 嘉諾撒聖家書院
- 嘉諾撒聖心書院
- 嘉諾撒聖瑪利書院
- 嘉諾撒聖方濟各書院
- 嘉諾撒培德書院
- 嘉諾撒聖心中學（澳門）
- 嘉諾撒聖心英文中學（澳門）

## 著名/傑出校友
- 余惠冰：香港教育大學教育政策與領導學系高級講師
- 吳心瑜：無綫新聞港聞組記者
- 胡瀞詩：Now TV 新聞部主播
- 潘瑛瑛：Now TV 新聞部主播
- 謝妙儀：註冊社工，前東區區議員（興民）
- 黃宜：註冊護士，杏花邨區議員
- 衛碧君：前本土民主前線發言人
- 陳韻行：Viu TV節目主持
- 謝月美：香港女演員及配音員 (1966年中五)[1][註 1]

## 外部連結
- 嘉諾撒書院 官方網址（页面存档备份，存于）
- 明報通識網（页面存档备份，存于）
- OpenSchool：嘉諾撒書院簡介（页面存档备份，存于）
- 香港電台 - 快閃香港：香港建築設計：學校校舍 （页面存档备份，存于）（由建築師吳享洪介紹校舍設計）

1. ↑  . 華僑日報. 1966-08-13: 21  [2021-11-21]. （原始内容存档于2021-11-21）.